# Blåhäger
Blåhäger (Egretta caeruela) är en medelstor slank häger med hemvist i Amerika.

## Utseende
Blåhägern är en 56–74 centimeter hög häger med långa ben och lång hals och ett vingspann på omkring en meter. Den väger tre till fyra hekto. Den adulta dräkten är karakteristiskt gråblå med lilaktig hals. 
Blåhägern har en juvenil fas det första året med helvit dräkt. Vita blåhägrar accepteras lättare än blå blåhägrar av snöhägrar. Eftersom blåhägern fångar mer fisk i närvaro av snöhägrar än ensam är det en möjlig förklaring till den helvita dräkten som juvenil.

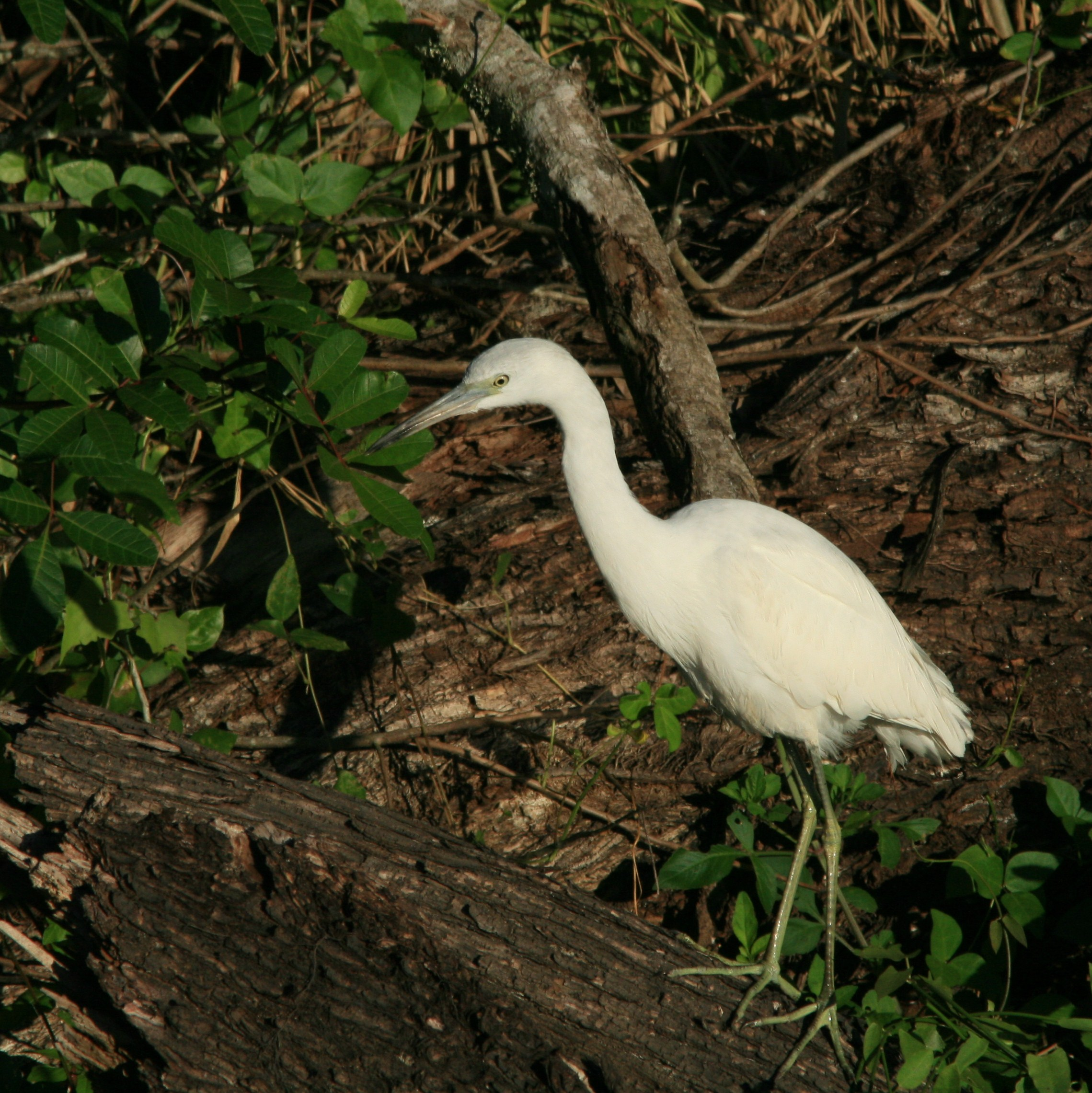
Juvenil blåhäger.

## Läten
Från blåhägern hörs skriande och kväkande läten likt snöhägern.

## Utbredning
Blåhägern påträffas i södra Nordamerika, Centralamerika, Karibien och norra Sydamerika, från USA till Uruguay och Västindien. Den är en mycket sällsynt gäst i Europa, med endast ett fynd vardera i Storbritannien och Irland, båda 2008, och fem i Azorerna. Den har även setts i Sydafrika.

Blåhägerns utbredning:

## Ekologi
Arten återfinns vid grunda vatten som sumpmark, floder, sjöar, översvämmade odlingar. Där födosöker den efter småfisk men också små amfibier, kräftdjur, gräshoppor, trollsländor och andra ryggradslösa djur. Jämfört med exempelvis snöhäger (Egretta thula) rör den sig långsammare och mer metodiskt genom att stå vid grunda vatten och vänta eller långsamt smyga sig på bytet.

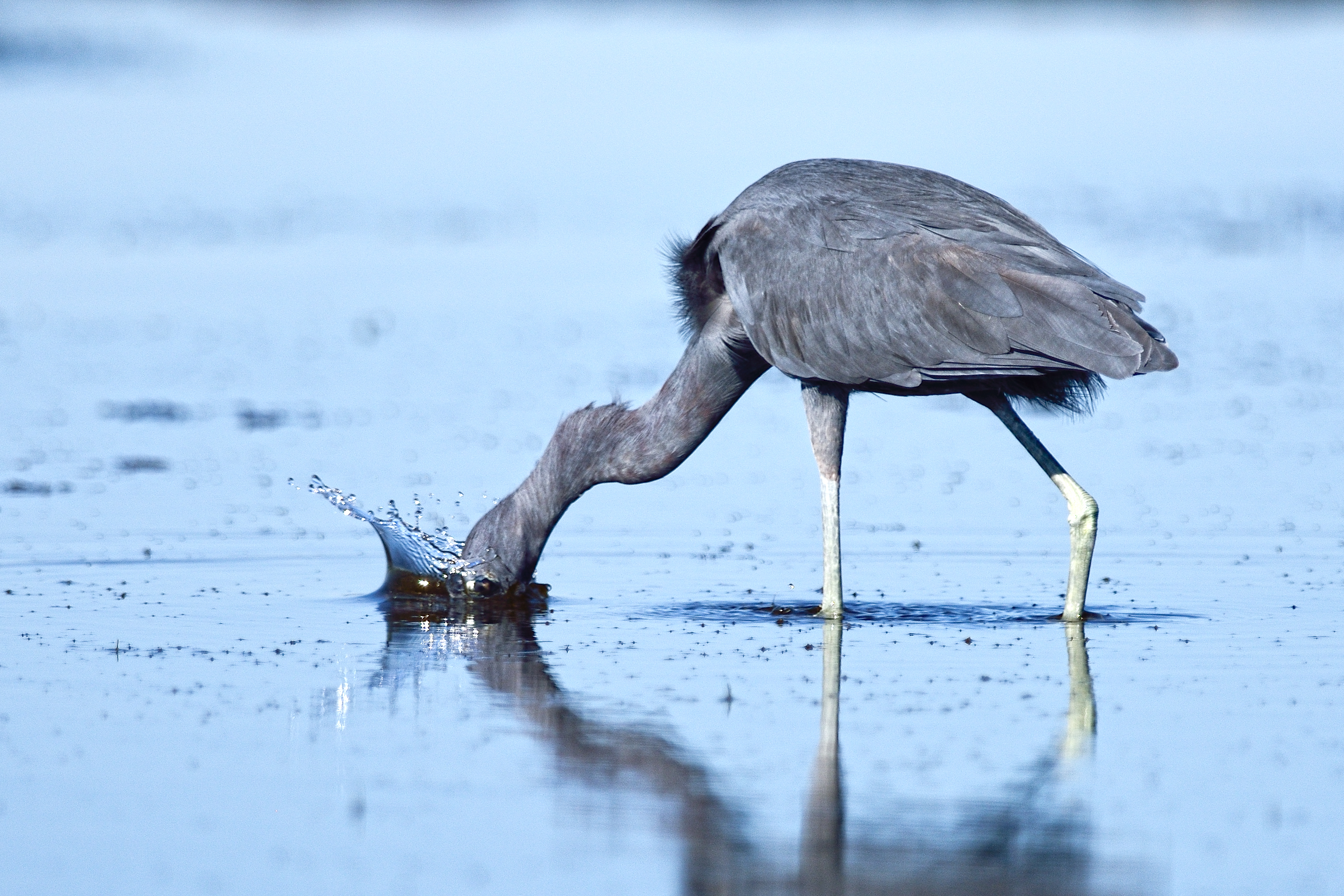
Jagande blåhäger.

Boet byggs i träd eller buskar nära vatten. Hanen samlar material, främst kvistar, till boet som byggs av honan. Äggen är grönblå. I en kull finns typiskt tre till fem ägg som ruvas i 22–24 dagar.

## Status och hot
Blåhägern slapp de utbredda förföljelserna av hägrar som förekomm under 1800-talet i jakt på deras plymer, helt enkelt för att blåhägern till skillnad från ägretthäger och snöhäger saknar dessa i sin häckningsdräkt. Idag har arten ett stort utbredningsområde och en stor population, men tros minska i antal, dock inte tillräckligt kraftigt för att den ska betraktas som hotad. IUCN kategoriserar därför arten som livskraftig (LC). Mellan 1966 och 2015 minskade arten med 55 % i Nordamerika.